# Konstantínos Akratópoulos
Konstantínos Akratópoulos (en grec moderne : Κωνσταντίνος Ακρατόπουλος) a été un joueur de tennis grec qui a disputé les tournois de simple et double messieurs de tennis lors des Jeux olympiques d'été de 1896 à Athènes.
Konstantínos Akratópoulos dispute le tournoi de tennis en simple, il est exempté de premier tour. Le deuxième tour l'oppose à Dionýsios Kásdaglis qui le défait. Il participe au double messieurs avec son frère Aristídis. Ensemble, ils s'inclinent au premier tour contre la paire Friedrich Traun - John Pius Boland.